# Zvezdan Čebinac
Zvezdan Čebinac (Belgrado, 8 dicembre 1939 – Aarau, 18 febbraio 2012) è stato un allenatore di calcio e calciatore jugoslavo, di ruolo centrocampista.

## Carriera
Giocò nelle massime divisioni di Jugoslavia (dove vinse il campionato nel 1961, nel 1962 e nel 1963), Paesi Bassi e Germania, poi allenò a lungo in Svizzera negli anni settanta e anni ottanta.

## Palmarès

### Giocatore

#### Competizioni nazionali
- Campionato jugoslavo: 3

Partizan: 1960-1961, 1961-1962, 1962-1963
- Campionato tedesco: 1

Norimberga: 1967-1968

#### Competizioni internazionali
- Coppa Piano Karl Rappan: 1

Norimberga: 1968

### Allenatore

#### Competizioni nazionali
- Lega Nazionale B: 1

Nordstern: 1977-1978